# أوريان بيرسون
أوريان بيرسون (بالسويدية: Örjan Persson) هو لاعب كرة قدم سويدي في مركز الوسط، ولد في 27 أغسطس 1942 في اوديفالا ‏ في السويد. شارك مع منتخب السويد لكرة القدم. أما مع النوادي، فقد لعب مع دندي يونايتد ونادي رينجرز.

## وصلات خارجية
- أوريان بيرسون على موقع الاتحاد الأوربي (الإنجليزية)
- أوريان بيرسون على موقع قاعدة بيانات كرة القدم.إي يو (الإنجليزية)
- أوريان بيرسون على موقع ناشيونال فوتبول تيمز (الإنجليزية)
- أوريان بيرسون على موقع عالم كرة القدم.نت (الإنجليزية)